# 萊格尼察縣

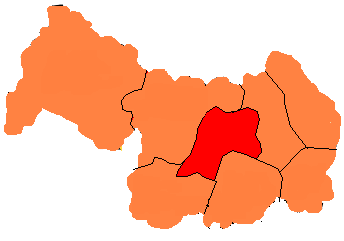

51°13′N 16°10′E / 51.217°N 16.167°E
萊格尼察縣（波蘭語：Powiat legnicki），是波蘭的縣份，位於該國西南部，由下西里西亞省負責管轄，首府設於萊格尼察，面積745平方公里，2006年人口52,995，人口密度每平方公里71人。